# By the Sea (film din 1915)
Charlot la plajă (în engleză By the Sea) este un film american de comedie din 1915 produs de Jess Robbins și scris și regizat de Charlie Chaplin. În alte roluri interpretează actorii Billy Armstrong, Margie Reiger, Bud Jamison și Edna Purviance.

## Prezentare

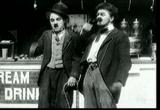

## Distribuție
- Charles Chaplin - Stroller
- Billy Armstrong - Man in straw hat
- Margie Reiger - Man in straw hat's wife
- Bud Jamison - Man in top hat
- Edna Purviance - Man in top hat's sweetheart
- Paddy McGuire - First cop
- Ernest Van Pelt - Second cop